# Brookula spinulata
Brookula spinulata là một loài ốc biển, là động vật thân mềm chân bụng sống ở biển thuộc họ Liotiidae.